# Массогабаритный макет GRAB
Солрад (англ. Solrad, Solar Radiation — «Солнечное излучение»), также известен под названием "макета спутника GRAB" (англ. GRAB dummy subsatellite) — американский макет разведывательного спутника программы GRAB. 
Этот спутник использовал ту же структуру, что и Grab, но не имел никакого оборудования на борту.
Запущен при первом запуске ракеты-носителя "Тор-Эйблстар" (апрель 1960), вторая ступень которой могла повторно включить двигатель в условиях космического пространства, для выведения двух спутников на разные орбиты за один запуск.
Модель Solrad была успешно отделена от навигационного спутника Транзит 1Б, что сделало эту миссию первым двойным запуском спутника в мире.